# 290 до н. е.

## Події
- січень — Імператор Корей став 7-м імператором Японії;
- сабіни остаточно покорені римлянами;

## Померли
- давньогрецький історик та письменник Онесикріт